# Rory Delap
Rory John Delap (Sutton Coldfield, 6 luglio 1976) è un allenatore di calcio ed ex calciatore inglese naturalizzato irlandese, di ruolo centrocampista, vice-tecnico del Ferencváros.

## Biografia
Suo figlio Liam (nato nel 2003) è anch'egli un calciatore.

## Caratteristiche tecniche
Centrocampista esterno, schierato all'occorrenza anche come terzino, è divenuto famoso per le sue potentissime rimesse laterali, eredità della sua carriera da giavellottista ai tempi del liceo. L'Arsenal, a sue spese, lo ha verificato nella vittoria dello Stoke City sui Gunners per 2-1 con entrambe le reti causate da una rimessa del centrocampista irlandese. L'allenatore dell'Arsenal, Arsène Wenger, ha dichiarato che, potendo cambiare una regola del calcio, farebbe eseguire le rimesse laterali con i piedi invece che con le mani, a sottolineare la propria sofferenza a questo schema di gioco. Nella stagione 2008–2009 ha favorito, con questa sua specialità, 7 delle prime 13 reti dei "Potters" nella loro prima stagione in Premier League.
È stato soprannominato Delapidator per via delle sue rimesse laterali.

## Carriera

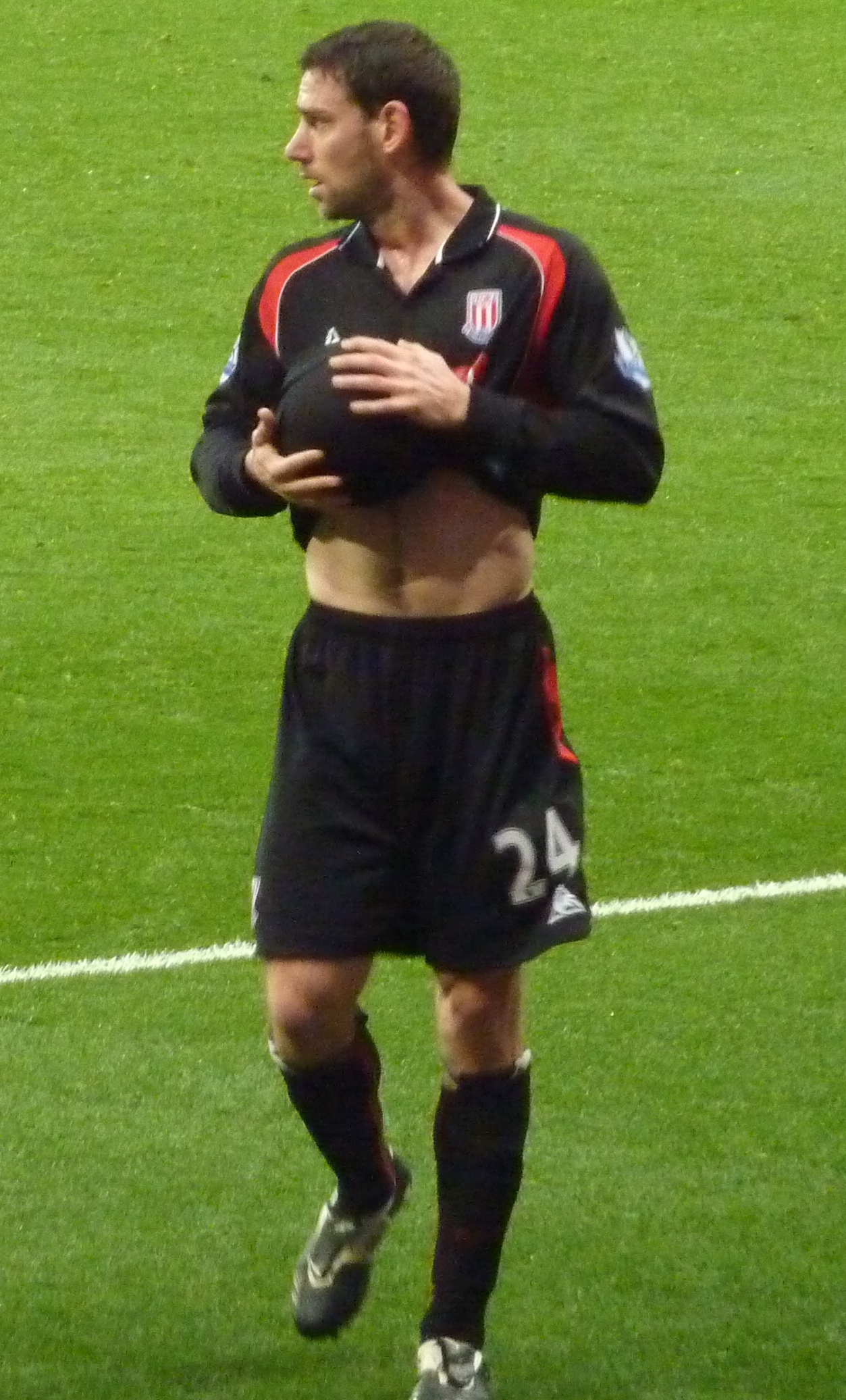
Delap nel 2009.

### Club
Ha iniziato la sua carriera professionistica nelle file del Carlisle United in cui aveva militato anche nelle giovanili prima di trasferirsi al Derby County nel febbraio del 1998.
Con il Derby County ha giocato per 3 anni e mezzo tutti in Premier League trovando la via del goal in 11 occasioni in 103 partite di Premier disputate.
Con lo Stoke City ha visto la propria affermazione nella stagione 2008-2009 in cui (oltre ad avere segnato allo Stamford Bridge nella sconfitta 1-2 col Chelsea) ha propiziato tanti goal della squadra dalle sue rimesse laterali, di cui 7 già a novembre (su 13 totali).

### Nazionale
Nato e cresciuto in Inghilterra, ha scelto di rappresentare l'Irlanda, nazionale delle sue origini, con cui ha militato con l'Under-21 in 6 occasioni tra il 1996 e il 1998. Sempre nel 1998 ha debuttato con la Nazionale maggiore irlandese il 25 marzo in occasione dell'amichevole persa per 2-1 a Olomouc contro la Repubblica Ceca rilevando al 74º minuto Damien Duff.
Con i verdi non ha disputato molte partite apparendo solo 11 volte tra il 1998 e il 2004.

## Statistiche

### Cronologia presenze e reti in nazionale
| Cronologia completa delle presenze e delle reti in nazionale ― Irlanda | Cronologia completa delle presenze e delle reti in nazionale ― Irlanda | Cronologia completa delle presenze e delle reti in nazionale ― Irlanda | Cronologia completa delle presenze e delle reti in nazionale ― Irlanda | Cronologia completa delle presenze e delle reti in nazionale ― Irlanda | Cronologia completa delle presenze e delle reti in nazionale ― Irlanda | Cronologia completa delle presenze e delle reti in nazionale ― Irlanda | Cronologia completa delle presenze e delle reti in nazionale ― Irlanda |
| Data                                                                   | Città                                                                  | In casa                                                                | Risultato                                                              | Ospiti                                                                 | Competizione                                                           | Reti                                                                   | Note                                                                   |
| ---------------------------------------------------------------------- | ---------------------------------------------------------------------- | ---------------------------------------------------------------------- | ---------------------------------------------------------------------- | ---------------------------------------------------------------------- | ---------------------------------------------------------------------- | ---------------------------------------------------------------------- | ---------------------------------------------------------------------- |
| 25-3-1998                                                              | Olomouc                                                                | Rep. Ceca                                                              | 2 – 1                                                                  | Irlanda                                                                | Amichevole                                                             | -                                                                      | 74’                                                                    |
| 22-4-1998                                                              | Dublino                                                                | Irlanda                                                                | 0 – 2                                                                  | Argentina                                                              | Amichevole                                                             | -                                                                      | 76’                                                                    |
| 23-5-1998                                                              | Dublino                                                                | Irlanda                                                                | 0 – 0                                                                  | Messico                                                                | Amichevole                                                             | -                                                                      | 75’                                                                    |
| 13-11-1999                                                             | Dublino                                                                | Irlanda                                                                | 1 – 1                                                                  | Turchia                                                                | Qual. Euro 2000                                                        | -                                                                      | 53’                                                                    |
| 17-11-1999                                                             | Bursa                                                                  | Turchia                                                                | 0 – 0                                                                  | Irlanda                                                                | Qual. Euro 2000                                                        | -                                                                      |                                                                        |
| 26-4-2000                                                              | Dublino                                                                | Irlanda                                                                | 0 – 1                                                                  | Grecia                                                                 | Amichevole                                                             | -                                                                      | 34’                                                                    |
| 17-4-2002                                                              | Dublino                                                                | Irlanda                                                                | 2 – 1                                                                  | Stati Uniti                                                            | Amichevole                                                             | -                                                                      |                                                                        |
| 21-8-2002                                                              | Helsinki                                                               | Finlandia                                                              | 0 – 3                                                                  | Irlanda                                                                | Amichevole                                                             | -                                                                      | 46’                                                                    |
| 20-11-2002                                                             | Atene                                                                  | Grecia                                                                 | 0 – 0                                                                  | Irlanda                                                                | Amichevole                                                             | -                                                                      | 86’                                                                    |
| 18-11-2003                                                             | Dublino                                                                | Irlanda                                                                | 3 – 0                                                                  | Canada                                                                 | Amichevole                                                             | -                                                                      | 62’                                                                    |
| 31-3-2004                                                              | Dublino                                                                | Irlanda                                                                | 2 – 1                                                                  | Rep. Ceca                                                              | Amichevole                                                             | -                                                                      | 65’                                                                    |
| Totale                                                                 |                                                                        | Presenze                                                               | 11                                                                     |                                                                        | Reti                                                                   | 0                                                                      |                                                                        |

## Palmarès

### Giocatore

#### Competizioni nazionali
- Football League Trophy: 1

Carlisle United: 1996-1997